# Heinrich Wilhelm Brandes
Heinrich Wilhelm Brandes, född den 27 juli 1777 i Hannover, död den 17 maj 1834 i Leipzig, var en tysk matematiker och fysiker. Han var far till Heinrich Bernhard Christian Brandes.
Brandes utnämndes 1801 till arkitekt vid vattenarbetena i Oldenburg, 1811 till professor i matematik i Breslau och 1826 till professor i fysik i Leipzig. Han offentliggjorde intressanta iakttagelser över stjärnfallen.